# NN-199
La carretera NN-199 es una vía departamental secundaria localizada en el departamento de Carazo. Conecta la comarca San Gregorio con el empalme de La Boquita, donde enlaza con la NIC-10. Su longitud es de 4.20 kilómetros.

## Trazado y cruces
El siguiente cuadro muestra el trazado aproximado de la carretera NN-199:
| km  | Localidad            | Departamento | Conexión / Ruta |
| --- | -------------------- | ------------ | --------------- |
| 0.0 | Comarca San Gregorio | Carazo       |                 |
| 4.2 | Empalme La Boquita   | Carazo       | NIC 10          |